# Opsiphanes glycerie
Opsiphanes glycerie är en fjärilsart som beskrevs av Fabricius 1787. Opsiphanes glycerie ingår i släktet Opsiphanes och familjen praktfjärilar. Inga underarter finns listade i Catalogue of Life.